# Lycinus
Lycinus is een spinnengeslacht in de taxonomische indeling van de bruine klapdeurspinnen (Nemesiidae).
Lycinus werd in 1894 beschreven door Thorell.

## Soorten
Lycinus omvat de volgende soorten:
- Lycinus caldera Goloboff, 1995
- Lycinus domeyko Goloboff, 1995
- Lycinus epipiptus (Zapfe, 1963)
- Lycinus frayjorge Goloboff, 1995
- Lycinus gajardoi (Mello-Leitão, 1940)
- Lycinus longipes Thorell, 1894
- Lycinus quilicura Goloboff, 1995
- Lycinus tofo Goloboff, 1995